# 王元規
王元規（516年—589年），字正範，太原晉陽人，南北朝南梁、南陳官員與儒者。
王元規的祖父王道寶是南齊的員外散騎常侍和晉安郡守，父親王瑋則是南梁的武陵王府中記室參軍。他八歲失去父親，兄弟三人跟隨母親依靠舅父在臨海郡居住；十二歲時，郡內土豪劉瑱打算給他大量金錢讓他娶劉瑱的女兒。王元規的母親考慮他們三兄弟年幼弱，就像藉婚事獲得後盾，王元規卻去這請求母親：「婚姻不失親是古人看重的事。怎能因為在異鄉苟且偷安，就和非親族通婚？」母親被感動，於是終止此事。他個性孝順，對母親十分恭敬，從早到晚都不會離開她；梁朝期間山陰縣有洪水湧到他家，王元規有一隻小船，倉卒間帶母親、妹妹和姑姪上船，自己划船，他的子女則留在樹梢，水退後全部人生還，當時的人都說他品性極高。
他年少好學，跟隨吳興沈文阿學習，十八歲就明白《春秋左氏》、《孝經》、《論語》和《喪服》。中大通元年（529年），朝廷下詔策論春秋，他獲得好成績，被其時的名儒讚賞；自湘東王國左常侍起家，轉任員外散騎侍郎。簡文帝為太子時引薦為賓客，與他講論，待遇優厚，除授中軍將軍宣城王蕭大器的王府記室參軍。侯景作亂，他帶同家屬回到會稽。南陳天嘉年間，獲授始興王陳伯茂的王府功曹參軍，領任國子助教，轉為鎮東將軍鄱陽王陳伯山的王府記室參軍，依然領任助教。
陳後主為太子時，引薦王元規當學士，傳授《禮記》、《左傳》、《喪服》的義理，得到優厚賞賜，之後轉官國子祭酒。新安王陳伯固曾經在他準備演講時入宮，就上啟請求讓他解答疑難，時下都以他為榮，很快任職尚書祠部郎。梁朝以來考論《左氏》的學者都以賈逵、服虔的理論難駁杜預，凡一百八十條，王元規引用證據疏通辨析，令立論不再疑難，每次國家商議吉凶大禮時他經常參與。母親逝世他辭官，服嗓完畢就除授鄱陽王陳伯山的王府中錄事參軍，不久轉任散騎侍郎，遷為南平王陳嶷王府限內參軍。陳嶷到江州，王元規亦隨他就鎮，不同地方的學徒都千里迢迢過來學習，經常達到數十百人。禎明三年（589年）隋朝滅陳，他入朝擔任秦王楊俊的王府東閤祭酒，七十四歲時在廣陵去世。王元規曾寫下《春秋發題辭及義略》十一卷，《續經典大義》十四卷，《孝經義記》兩卷，《左傳音》三卷，《禮記音》兩卷等作品。

## 引用
1. 1 2  《陳書·卷三十三·列傳第二十七》：王元規字正範，太原晉陽人也。祖道寶，齊員外散騎常侍、晉安郡守。父瑋，梁武陵王府中記室參軍。元規八歲而孤，兄弟三人，隨母依舅氏往臨海郡，時年十二。郡土豪劉瑱者，資財巨萬，以女妻之。元規母以其兄弟幼弱，欲結彊援，元規泣請曰：「姻不失親，古人所重。豈得苟安異壤，輒婚非類！」母感其言而止。元規性孝，事母甚謹，晨昏未嘗離左右。梁時山陰縣有暴水，流漂居宅，元規唯有一小船，倉卒引其母妹并孤姪入船，元規自執楫棹而去，其男女三人，閣於樹杪，及水退獲全，時人皆稱其至行。
2. 1 2  《南史·卷七十一·列傳第六十一》：王元規字正范，太原晉陽人也。祖道實，齊晉安郡守。父瑋，梁武陵王府中記室參軍。元規八歲而孤。兄弟三人，隨母依舅氏往臨海郡，時年十二。郡土豪劉瑱者，資財巨萬，欲妻以女。母以其兄弟幼弱，欲結強援，元規泣請曰：「因不失親，古人所重，豈得苟安異壤，輒昏非類。」母感其言而止。元規性孝，事母甚謹，晨昏未嘗離左右。梁時山陰縣有暴水，流漂居宅，元規唯有一小船，倉卒引其母妹並姑侄入船，元規自執烜棹而去，留其男女三人，閣於樹杪。及水退，俱獲全，時人稱其至行。
3. ↑  《陳書·卷三十三·列傳第二十七》：元規少好學，從吳興沈文阿受業，十八，通春秋左氏、孝經、論語、喪服。梁中大通元年，詔策春秋，舉高第，時名儒咸稱賞之。起家湘東王國左常侍，轉員外散騎侍郎。簡文之在東宮，引為賓客，每令講論，甚見優禮。除中軍宣城王府記室參軍。及侯景寇亂，攜家屬還會稽。天嘉中，除始興王府功曹參軍，領國子助教，轉鎮東鄱陽王府記室參軍，領助教如故。
4. ↑  《南史·卷七十一·列傳第六十一》：少從吳興沈文阿受業，十八，通春秋左氏、孝經、論語、喪服。仕梁位中軍宣城王記室參軍。陳天嘉中，為鎮東鄱陽王府記室參軍，領國子助教。
5. ↑  《陳書·卷三十三·列傳第二十七》：後主在東宮，引為學士，親受禮記、左傳、喪服等義，賞賜優厚。遷國子祭酒。新安王伯固嘗因入宮適會元規將講，乃啟請執經，時論以為榮。俄除尚書祠部郎。自梁代諸儒相傳為左氏學者，皆以賈逵、服虔之義難駮杜預，凡一百八十條，元規引證通析，無復疑滯。每國家議吉凶大禮，常參預焉。丁母憂去職，服闋，除鄱陽王府中錄事參軍，俄轉散騎侍郎，遷南平王府限內參軍。王為江州，元規隨府之鎮，四方學徒，不遠千里來請道者，常數十百人。禎明三年入隋，為秦王府東閤祭酒。年七十四，卒於廣陵。元規著春秋發題辭及義略十一卷，續經典大義十四卷，孝經義記兩卷，左傳音三卷，禮記音兩卷。
6. ↑  《南史·卷七十一·列傳第六十一》：後主在東宮，引為學士，就受禮記、左傳、喪服等義。遷國子祭酒。新安王伯固嘗因入宮，適會元規將講，乃啟請執經，時論榮之。俄除尚書祠部郎。自梁代諸儒相傳為左氏學者，皆以賈逵、服虔之義難駁杜預，凡一百八十條。元規引證通析，無復疑滯。每國家議吉凶大禮，常參預焉。後為南平王府限內參軍。王為江州，元規隨府之鎮，四方學徒，不遠千里來請道者，常數十百人。陳亡入隋，卒于秦王府東合祭酒。元規著春秋發題辭及義記十一卷，續經典大義十四卷，孝經義記兩卷，左傳音三卷，禮記音兩卷。

## 延伸阅读
[在维基数据编辑]
 《陳書·卷33》，出自姚思廉《陳書》